# Vaporeon
Vaporeon (japanski: シャワーズ Shawāzu) jedan je od 1025 fiktivnih vrsta Pokémona iz medijske franšize Pokémon, skupa Pokémon videoigara, animiranih serija, manga stripova, knjiga, igraćih karata i drugih medija kojima je tvorac Satoshi Tajiri. Svrha je Vaporeona u videoigrama, animiranoj seriji i manga stripovima, kao i svrha ostalih Pokémona, borba s divljim Pokémonima – neukroćenim stvorenjima koje igrači i likovi pronalaze dok kreću na razne avanture – i pripitomljenim Pokémonima drugih Pokémon trenera.

## Etimologijaimena
Vaporeonovo im dolazi od engleske riječi "vapor", što znači magla. Sufiks –eon na kraju njegova imena zajednički je za sve Pokémone koji se razvijaju iz Eeveeja. 
Njegovo japansko ime, Shawāzu, vjerojatno dolazi od engleske riječi "rain showers", što bi doslovno označavalo kišu. 

## Pokédex podaci
- Pokémon Red/Blue: Živi u blizini vodenih površina. Njegov dug rep završava perajom koju su često zamjenjivali za sireninu.
- Pokémon Yellow: Njegova je stanična struktura slična vodi. Sposoban je otopiti se i postati nevidljiv u vodi.
- Pokémon Gold: Treperenje Vaporeonove peraje znak je nadolazeće kiše koja će pasti unutar nekoliko sati.
- Pokémon Silver: Prednost daje prekrasnim obalama. Sa stanicama nalik vodi, sposoban je potpuno otopiti svoje tijelo u bilo kojoj površini vode.
- Pokémon Crystal: Savršeno se stapa s vodom dok koristi peraju na vrhu repa tijekom plivanja.
- Pokémon Ruby/Sapphire: Vaporeon je podrgnut spontanoj mutaciji pri kojoj su mu narasle peraje i škrge koje mu dopuštaju život u vodi. Ovaj Pokémon posjeduje sposobnost kojom slobodno kontrolira vodu.
- Pokémon Emerald: Vaporeon je podrgnut spontanoj mutaciji pri kojoj su mu narasle peraje i škrge koje mu dopuštaju život u vodi. Ovaj Pokémon posjeduje sposobnost kojom slobodno kontrolira vodu.
- Pokémon FireRed: Struktura njegovih tjelesnih stanica nalik je molekularnom sastavu vode. Može se potpuno otopiti u vodi i postati nevidljiv.
- Pokémon LeafGreen: Živi u blizini vodenih površina. Njegov dug rep završava perajom koju su često zamjenjivali za sireninu.
- Pokémon Diamond/Pearl: Razvio se kako bi se prilagodio životu u vodi. Sposoban je otopiti se u vodi i postati nevidljiv.

## U videoigrama
Vaporeon se ne može uhvatiti u divljini u nijednoj Pokémon igri. Da bi ga se dobilo, igrač mora upotrijebiti Vodeni kamen na Eeveeju. Zbog toga, Vaporeonova dostupnost u igrama direktno ovisi o dostupnosti Eeveeja.
Vaporeonov visok Special Attack čini ga idealnim za napade Vodenog tipa, a njegov visok HP daje mu neobično veliku količinu izdržljivosti, što mu dopušta da preživi Električne napade na koje je inače slab. Ove ga vrline čine jako popularnim među trenerima koji traže Vodeni tip Pokémona za svoj tim. Isto tako, jedan je od nekoliko Pokémona koji može naučiti Oklop kiseline (Acid Armor), koji značajno povisuje njegov Defense status.

## Tehnike
| Prirodne tehnike                       | Prirodne tehnike | Prirodne tehnike |
| -------------------------------------- | ---------------- | ---------------- |
| Tehnika                                | Vrsta tehnike    | Razina           |
| Obaranje (Tackle)                      | Normalni         |                  |
| Zamah repom (Tail Whip)                | Normalni         |                  |
| Prijateljska ruka (Helping Hand)       | Normalni         |                  |
| Napad pijeskom (Sand-attack)           | Zemljani         | 8                |
| Vodeni pištolj (Water Gun)             | Vodeni           | 15               |
| Brzi napad (Quick Attack)              | Normalni         | 22               |
| Ugriz (Bite)                           | Mračni           | 29               |
| Zraka polarne svjetlosti (Aurora Beam) | Ledeni           | 36               |
| Vodeni prsten (Aqua Ring)              | Vodeni           | 43               |
| Posljednje pribježište (Last Resort)   | Normalni         | 50               |
| Sumaglica (Haze)                       | Ledeni           | 57               |
| Oklop kiseline (Acid Armor)            | Otrovni          | 64               |
| Vodena crpka (Hydro Pump)              | Vodeni           | 71               |
| Blatna voda (Muddy Water)              | Ledeni           | 78               |

## Statistike
| HP:      | 130 |  |
| Attack:  | 65  |  |
| Defense: | 60  |  |
| Special: | 110 |  |
| SpAtk:   | 110 |  |
| SpDef:   | 95  |  |
| Speed:   | 65  |  |

Statistika Special korištena je samo tijekom prve generacije; kasnije je podijeljenja na Special Attack i Special Defense statistike.

## U animiranoj seriji
Prvo pojavljivanje Vaporeona u Pokémon animiranoj seriji bilo je u 40. epizodi. U ovoj epizodi, Ash i društvo nailazi na obitelj od četvero braće, od kojih svi imaju (ili su imali) Eeveeja. Troje od četvero braće razvili su svoje Eeveeje u Flareona, Jolteona i Vaporeona, i nagovaraju najmlađeg brata Mikeyja da i on razvije svog Eeveeja. Ono što ne primjećuju jest to da on ne želi razviti svog Eeveeja jer ga voli ovakvog kakav jest. Doduše, kada Tim Raketa ukrade sve Pokémone, Mikey dokaže svojoj braći da njegov Eevee ne treba evoluirati jer sam pobijedi Tim Raketa kada Pokémoni njegove braće nisu uspjeli.
U epizodi 56, Ash i njegovi prijatelji sudjeluju na Ispitu za Pristup u Pokémon ligi, dio čega je borba s Pokémonima koji se biraju nasumice (trener ne smije koristiti svoje Pokémone). Ash na kraju koristi Meowtha u borbi protiv Vaporeona, i izgubi. (Za kaznu, Ash biva izgreban od Meowtha Tima Raketa, zbog tako lošeg tretiranja jednog Meowtha)
U epizodi 185, obitelj od petoro sestara iz grada Ecruteaka (kao i Braća Eevee iz epizode 40) trenerice su različitih evolucija Eeveeja, uključujući Vaporeona, Jolteona, Flareona i Umbreona. Vaporeon pomaže u borbi protiv Tima Raketa i kasnije se bori protiv Mistyjina Poliwhirla i pobjeđuje. Sestre se ponovo pojavljuju u epizodi 228 te Tim Raketa ponovo pokuša ukrasti njihove Pokémone, no bivaju spašeni od Asha i Sakurina Espeona.
Vaporeon se također pojavljuje u Pokémon: The First Movie kao jedan od Pokémona koje Mewtwo otme i klonira.